# Gottfried Benedict Funk

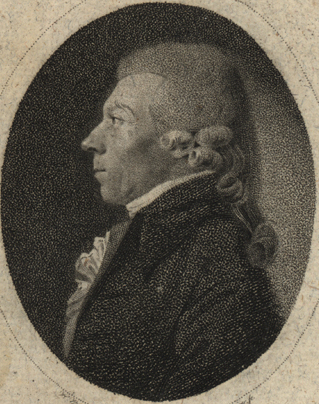
Gottfried Benedict Funk

Gottfried Benedict Funk (* 29. November 1734 in Hartenstein; † 18. Juni 1814 in Magdeburg) war ein deutscher Pädagoge und Konsistorialrat.

## Leben
Funk war der Sohn des Hof- und Stadtkantors Gottlieb Funk und bekam von diesem auch seinen ersten Unterricht. Sein älterer Bruder war Christlieb Benedict Funk, dessen Sohn, Karl Funk, er seit 1791 erzog. 
1747 kam Funk an das Gymnasium in Freiberg bei Dresden. Vermittelt durch seinen Vater wirkte Funk nach Beendigung seiner Schulzeit bereits als Hauslehrer. 1755 immatrikulierte er sich an der Universität Leipzig um Jura zu studieren.
Bereits im darauffolgenden Jahr nahm Funk eine Stelle als Hauslehrer an; im Haushalt des deutschen Hofpredigers Johann Andreas Cramer in Kopenhagen. Ermutigt durch seinen Arbeitgeber studierte Funk dort Kunst, orientalische Sprachen, Philosophie und Theologie. Im Hause Cramers lernte Funk mehrere Vertreter der deutschen Aufklärung kennen; die Pädagogen Johann Bernhard Basedow und Friedrich Gabriel Resewitz, den Hofprediger Baltasar Münter, die Schriftsteller Heinrich Wilhelm von Gerstenberg, Friedrich Gottlieb Klopstock,  Johann Elias und Johann Heinrich Schlegel (1724–1780), Helfrich Peter Sturz u. a.
Angeregt durch diesen Kreis, begann Funk ebenfalls zu publizieren, meistenteils geistliche Lieder. Außerdem wurde er Mitarbeiter von Cramers Nordischem Aufseher und von Gerstenbergs Briefe über Merkwürdigkeiten, die neueste Literatur betreffend. Außerdem begann Funk in dieser Zeit die Werke von Jean-Baptiste Dubos zu übersetzen.
1769 kehrte Funk nach Deutschland zurück und wurde Subrektor an der Domschule Magdeburg; bereits zwei Jahre später  ernannte man ihn als Nachfolger von Johann Eustachius Goldhagen zum Rektor dieser Schule. Dieses Amt hatte er bis zu seinem Tod inne. In dieser Funktion wurde er zum Mentor des jungen Karl Morgenstern, der später den Begriff „Bildungsroman“ prägte.
Funk war maßgeblich an der Erweiterung der Domschule um ein Lehrerseminar beteiligt. 1789 wurde in ganz Preußen eine Prüfung zum Abitur eingeführt; nach einer Initiative von Funk.
1785 ernannte man ihn zum Konsistorialrat und 1804 wurde Funk von der Universität Halle der Titel eines Dr. theol. verliehen. 1805 veröffentlichte Funk zusammen mit Christian Conrad Duhm und Franz Bogislaus Westermeier das Gesangbuch zum gottesdienstlichen Gebrauche für die Stadt und das Herzogtum Magdeburg.
Im Alter von über 79 Jahren starb der Pädagoge Gottfried Benedict Funk am 18. Juni 1814 in Magdeburg.

## Werke (Auswahl)
- Gedanken von dem Nutzen richtig getriebener Philologie in den Schulen (1774)
- Gesangbuch zum gottesdienstlichen Gebrauche für die Stadt und das Herzogtum Magdeburg (1805)
- Kleine Beschäftigung für Kinder (1772)